# Proceso (ingeniería)
En ingeniería, un proceso es una serie de tareas interrelacionadas que, juntas transforman las entradas en salidas. Estas pueden ser realizadas por personas, la naturaleza o máquinas utilizando diversos recursos; un proceso de ingeniería debe considerarse en el contexto de los agentes que realizan las tareas y los atributos de recursos involucrados. Los documentos normativos de la ingeniería de sistemas y los relacionados con los modelos de madurez se basan generalmente en procesos, por ejemplo, los procesos de ingeniería de sistemas del EIA-632 y los procesos involucrados en el enfoque de institucionalización y mejora de la Integración del modelo de madurez de capacidades (CMMI). Las restricciones impuestas a las tareas y los recursos necesarios para implementarlas son esenciales para ejecutar las tareas mencionadas. 

## Industria de semiconductores
Los ingenieros de procesos de semiconductores enfrentan el reto de transformar materias primas en dispositivos de alta tecnología. Los dispositivos semiconductores comunes incluyen circuitos integrados (circuitos integrados), diodos emisores de luz (LED), paneles solares y láseres de estado sólido. Para producir estos y otros dispositivos semiconductores, los ingenieros de procesos de semiconductores confían en gran medida en procesos físicos y químicos interconectados. 
Un ejemplo de esta combinación es el uso de la fotolitografía ultravioleta, que luego se sigue con el grabado en húmedo, el proceso de creación de un patrón IC que se transfiere a un recubrimiento orgánico y se graba en el chip semiconductor subyacente. Otros ejemplos incluyen: la implantación de iones de especies dopantes para adaptar las propiedades eléctricas de un chip semiconductor y la deposición electroquímica de interconexiones metálicas (galvanoplastia). Los ingenieros de procesos están involucrados en el desarrollo, escalado y control de calidad de los nuevos procesos de semiconductores desde el laboratorio hasta la fábrica. 

## Ingeniería Química
Un proceso químico, por su parte, es una serie de operaciones unitarias diseñadas para producir material en grandes cantidades. 
En la industria química, los ingenieros químicos utilizarán los siguientes medios para definir o ilustrar un proceso: 
- Diagrama de flujo de proceso (PFD por sus siglas en inglés)
- Diagrama de tuberías e instrumentación (P&ID por sus siglas en inglés)
- Descripción del proceso simplificado
- Descripción detallada del proceso
- Gestión de proyectos
- Simulación de procesos

## CPRET
La Association Française d'Ingénierie Système ha desarrollado una definición de proceso dedicada a la ingeniería de sistemas (SE), pero abierta a todos los dominios. La representación CPRET integra el proceso Misión y Medio Ambiente para ofrecer un punto de vista externo. Varios modelos pueden corresponder a una sola definición según el idioma utilizado (UML u otro idioma).  
- Proceso: Es un conjunto de transformaciones de elementos de entrada en productos: respeta restricciones, requiere recursos y cumple con una misión definida, correspondiente a un propósito específico adaptado a un entorno determinado.
- Ambiente: Condiciones naturales y factores externos que impactan un proceso.
- Misión: Propósito del proceso adaptado a un entorno dado.

Esta definición requiere una descripción del proceso para incluir las restricciones, productos, recursos, elementos de entrada y transformaciones. Esto lleva al acrónimo CPRET (Constraints, Products, Resources, Elements and inputs, Transformations) a ser usado como nombre y mnemotécnico para esta definición. 
- Restricciones: Condiciones impuestas, normas o reglamentos.
- Productos: Todo lo que sea generado por las transformaciones. Los productos pueden ser del tipo deseado o no deseado (por ejemplo, el sistema de software y los errores, los productos definidos y los residuos).
- Recursos: Recursos humanos, energía, tiempo y otros medios necesarios para llevar a cabo las transformaciones.
- Elementos como entradas: Elementos sometidos a transformaciones para la elaboración de los productos.
- Transformaciones: Operaciones organizadas de acuerdo con una lógica dirigida a optimizar el logro de productos específicos de los elementos de entrada, con los recursos asignados y en el cumplimiento de las restricciones impuestas.

### CPRET a través de ejemplos
Los siguientes ejemplos ilustran las definiciones con casos concretos. Estos ejemplos provienen del campo de Ingeniería, pero también de otros campos para demostrar que la definición de CPRET de procesos no se limita al contexto de Ingeniería de Sistemas. 
Ejemplos de procesos
- Una ingeniería (EIA-632, ISO/IEC 15288, etc. )
- Un concierto
- Una campaña de sondeo
- Una certificación

Ejemplos de medio ambiente
- Varios niveles de madurez, tecnicidad, equipamiento.
- Una audiencia
- Un sistema político
- Prácticas

Ejemplos de misión
- Suministro de productos de mejor calidad.
- Satisfacer al público, a los críticos.
- Tener candidatos elegidos
- Obtener la aprobación deseada.

Ejemplos de restricciones
- Tecnologías impuestas
- Acústica correcta
- Tiempos de habla
- Un modelo de referencia (ISO, CMMI, etc.)

Ejemplos de productos
- Una red de telefonía móvil.
- Un espectáculo
- Resultados de la votación
- Una etiqueta de calidad

Ejemplos de recursos
- Equipos de desarrollo
- Una orquesta y sus instrumentos.
- Una organización
- Un equipo de evaluación

Ejemplos de elementos como entradas
- Presupuesto
- Puntuaciones
- Los candidatos
- Una empresa y sus prácticas.

Ejemplos de transformaciones
- Define una arquitectura
- Mostrar las puntuaciones
- Hacer que la gente vote por un candidato
- Auditar la organización

El CPRET aborda sistemáticamente los Elementos de entrada, Transformaciones y Productos, pero también los otros componentes esenciales de un Proceso, a saber, las Restricciones y los Recursos. Entre los recursos, note la especificidad del componente Recurso-Tiempo que pasa inexorablemente e irreversiblemente, con problemas de sincronización y secuenciación. 
Esta definición establece que el medio ambiente es un factor externo que no se puede evitar, al ser, un proceso es siempre interdependiente con otros fenómenos, incluidos otros procesos.